# Alekseev (cantante)
Alekseev, pseudonimo di Mykyta Volodymyrovyč Aljeksjejev (in ucraino Микита Володимирович Алєксєєв?; Kiev, 18 maggio 1993), è un cantante ucraino.
Ha rappresentato la Bielorussia all'Eurovision Song Contest 2018 con il brano Forever, non riuscendo a qualificarsi per la serata finale.

## Biografia
Nato nella capitale ucraina, da piccolo la sua famiglia si trasferì a Čita. Due anni dopo la sua famiglia tornò a Kiev dove si diplomò alla Kyiv Specialized School No. 106. Alekseev si è laureato in marketing all'università. Tra le sue influenze musicali cita artisti come i Queen, Led Zeppelin, Michael Jackson, George Michael and Justin Timberlake.
Nel 2015 ha partecipato alla versione ucraina di The Voice, dove è entrato a far parte del team di Ani Lorak. È riuscito ad arrivare fino alle fasi live del programma prima di essere eliminato. Successivamente Alekseev ha continuato a pubblicare nuovi singoli, tra i quali P'janoe solnce che ha ricevuto numerosi premi tra i quali gli YUNA, fra i più prestigiosi per la musica ucraina.
Il 29 giugno 2016 si è esibito a Miss Ukraine Universe 2016, e il mese successivo ha vinto sia un Premija Muz-TV che un M1 Music Award come Miglior debutto dell'anno.
Il 16 febbraio 2018 Alekseev ha preso parte alla selezione bielorussa per l'Eurovision Song Contest con il brano Forever. Nella serata finale del programma è stato proclamato vincitore del programma, avendo ottenuto il massimo dei punteggi da parte della giuria e del pubblico. Questo gli ha concesso il diritto di rappresentare la Bielorussia all'Eurovision Song Contest 2018, a Lisbona. L'artista si è esibito nella prima semifinale della manifestazione, mancando la qualificazione alla finale, classificandosi sedicesimo con 65 punti.
Il 17 novembre 2023 il cantante Alekseev ha pubblicato il singolo Forever in lingua ucraina, alcuni passaggi del testo sono stati modificati per l'adattamento come dichiarato dallo stesso artista.
(Alekseev, YouTube)

## Discografia

### Album
- 2016 – P'janoe solnce
- 2019 – Moja zvezda

### EP
- 2016 – Derži
- 2018 – Forever
- 2021 – Svidomo zaležnyj

### Singoli
- 2015 – A ja plivu
- 2016 – P'janoe solnce
- 2016 – Snov oskolki
- 2016 – OMA
- 2016 – Devčonka skejter
- 2016 – Okeanami stali
- 2017 – Čuvstvuju dušoj
- 2018 – Forever/Navsegda
- 2018 – Sberegu
- 2018 – Fevral'
- 2018 – Kak ty tam
- 2019 – Ne mëd
- 2019 – Celuj
- 2019 – Kamen' i voda
- 2020 – Snov oskolki 2020
- 2020 – Odin iz nas (con Irina Dubcova)
- 2020 – Revnost'
- 2020 – Popuč (con i Kazka)
- 2021 – Till the End of Time (con i Kazka)
- 2021 – Skvoz' son
- 2022 – Mama
- 2023 – Varšava - Kyïv
- 2023 – Jak ty tam